# Weingartia camargoensis
Weingartia camargoensis ist eine Pflanzenart in der Gattung Weingartia aus der Familie der Kakteengewächse (Cactaceae).

## Beschreibung
Weingartia camargoensis wächst einzeln und sprossend im Alter reichlich. Die kugelförmigen, graugrünen bis bleigrauen Körpern erreichen Durchmesser von 1 bis 2 Zentimeter und besitzen eine bis zu 20 Zentimeter lange dicke Pfahlwurzel. Die Areolen sind strichförmig verlängert. Mitteldornen sind nicht vorhanden. Die zarten 9 bis 11 Randdornen sind kammförmig anliegend und seitwärts abwärts gerichtet. Sie sind gräulich weiß und 2 bis 3 Millimeter lang.
Die gelben, gold- oder orangegelben Blüten sind etwa 2,5 Zentimeter lang und besitzen ebensolche Durchmesser. Die rotbraunen Früchte weisen einen Durchmesser von 5 bis 6 Millimeter auf.

## Verbreitung und Systematik
Weingartia camargoensis ist im bolivianischen Departamento Chuquisaca in den nordöstlich von Camargo gelegenen Bergen verbreitet.
Die Erstbeschreibung als Sulcorebutia camargoensis wurde 2004 durch Willi Gertel und Hansjörg Jucker veröffentlicht. Helmut Amerhauser und Karl Augustin stellten die Art 2010 in die Gattung Weingartia.
Die genaue Stellung dieser Art ist unklar.

## Nachweise